# Sangjeon-myeon
Sangjeon-myeon (koreanska: 상전면) är en socken i Sydkorea. Den ligger i kommunen Jinan-gun och provinsen Norra Jeolla, i den centrala delen av landet, 200 km söder om huvudstaden Seoul.